# Феодот II
Патриарх Феодот II (греч. Θεοδότος Β ум. 1153) - патриарх Константинопольский, занимавший пост на протяжении двух лет (1151-1153)
Предшественником патриарха Феодота II был патриарх Николай IV, а его преемником был патриарх Неофит I.

## Биография
Патриарх Феодот II был игуменом монастыря Воскресения в Константинополе. За период его двухлетнего правления никаких происшествий не случилось.
В письме митрополита Эфесского Георгия Торника митрополиту Афинскому Георгию отмечает свое недовольство по отношению к желанию церковнослужителей сэкономить на похоронах Феодота II. Желание сэкономить на похоронах патриарха было обусловлено обвинением в том, что покойный Феодот II был богомилом. Это обвинение было выдвинуто избранным Патриархом Антиохийским Сотирихом Пантевгеном, который использовал руку покойного Феодота в качестве доказательства его ереси. Также историк Иоанн Киннам отмечает то, что Феодот II практиковал аскетическую дисциплину.
Патриарх Феодот II скончался в 1153 году.